# Neoathyreus martinezorum
Neoathyreus martinezorum es una especie de coleóptero de la familia Geotrupidae.

## Distribución geográfica
Habita en Argentina y Bolivia.